# Riu Karakoro
El riu Karakoro és un petit afluent estacional del riu Senegal d'uns 310 km. Forma part de la frontera entre Mali i Mauritània. Neix al nord-est de Kiffa, a Mauritània, i discorre cap al sud, per la plana del Sahel. Els seus afluents són uadis procedents d'Assaba, Regueyba i Affolé. Desemboca a la riba esquerra del riu Senegal, uns quants quilòmetres aigües avall de la petita vila d'Ambidedi, Mali. Té una conca hidrogràfica d'uns 20.000 km².